# 45. ceremonia wręczenia Cezarów
45. ceremonia wręczenia francuskich nagród filmowych Cezarów za rok 2019 odbyła się 28 lutego 2020 roku w Salle Pleyel w Paryżu.
Nominacje do tej edycji nagród zostały ogłoszone 29 stycznia 2020 roku.
Galę wręczenia nagród prowadziła Florence Foresti.

## Laureaci i nominowani

### Najlepszy film
Producenci − Film
- Toufik Ayadi / Christophe Barral − Nędznicy
  - François Kraus / Denis Pineau-Valencienne − Poznajmy się jeszcze raz
  - Nicolas Altmayer / Éric Altmayer − Dzięki Bogu
  - Nicolas Duval Adassovsky − Nadzwyczajni
  - Alain Goldman − Oficer i szpieg
  - Bénédicte Couvreur − Portret kobiety w ogniu
  - Pascal Caucheteux / Grégoire Sorlat − Miłosierny

### Najlepszy film zagraniczny
Reżyser − Film • Kraj produkcji
- Bong Joon-ho − Parasite •  Korea Południowa
  - Pedro Almodóvar − Ból i blask •  Hiszpania
  - Jean-Pierre i Luc Dardenne − Młody Ahmed •  Belgia
  - Todd Phillips − Joker •  Stany Zjednoczone
  - Laurent Micheli − Lola •  Belgia
  - Quentin Tarantino − Pewnego razu... w Hollywood •  Stany Zjednoczone
  - Marco Bellocchio − Zdrajca •  Włochy

### Najlepszy film debiutancki
- Mounia Meddour − Lalka
  - Mati Diop − Atlantyk
  - Édouard Bergeon − Au nom de la terre
  - Antonin Baudry − Wilcze echa
  - Ladj Ly − Nędznicy

### Najlepszy reżyser
- Oficer i szpieg – Roman Polański
  - Poznajmy się jeszcze raz – Nicolas Bedos
  - Dzięki Bogu – François Ozon
  - Nadzwyczajni – Eric Toledano i Olivier Nakache
  - Nędznicy – Ladj Ly
  - Portret kobiety w ogniu – Céline Sciamma
  - Miłosierny – Arnaud Desplechin

### Najlepszy scenariusz oryginalny
- Poznajmy się jeszcze raz – Nicolas Bedos
  - Dzięki Bogu – François Ozon
  - Nadzwyczajni – Eric Toledano i Olivier Nakache
  - Nędznicy – Ladj Ly
  - Portret kobiety w ogniu – Céline Sciamma

### Najlepszy scenariusz adaptowany
- Oficer i szpieg – Roman Polański
  - Dorośli w pokoju – Costa-Gavras
  - Zgubiłam swoje ciało – Jérémy Clapin i Guillaume Laurant
  - Miłosierny – Arnaud Desplechin i Lea Mysius
  - Tylko zwierzęta nie błądzą – Dominik Moll i Gilles Marchand

### Najlepszy aktor
- Roschdy Zem − Miłosierny jako Yacoub Daoud
  - Daniel Auteuil − Poznajmy się jeszcze raz jako Victor Drumond
  - Damien Bonnard − Nędznicy jako Stéphane Ruiz
  - Vincent Cassel − Nadzwyczajni jako Bruno Haroche
  - Jean Dujardin − Oficer i szpieg jako Marie-Georges Picquart
  - Reda Kateb − Nadzwyczajni jako Malik
  - Melvil Poupaud − Dzięki Bogu jako Alexandre Guérin

### Najlepsza aktorka
- Anaïs Demoustier − Alice i burmistrz jako Alice Heimann
  - Eva Green − Proxima jako Sarah Loreau
  - Adèle Haenel − Portret kobiety w ogniu jako Héloïse
  - Noémie Merlant − Portret kobiety w ogniu jako Marianne
  - Doria Tillier − Poznajmy się jeszcze raz jako Margot
  - Karin Viard − Kołysanka jako Louise
  - Chiara Mastroianni − Pokój 212 jako Maria Mortemart

### Najlepszy aktor w roli drugoplanowej
- Swann Arlaud − Dzięki Bogu jako Emmanuel Thomassin
  - Grégory Gadebois − Oficer i szpieg jako Hubert Henry
  - Louis Garrel − Oficer i szpieg jako Alfred Dreyfus
  - Benjamin Lavernhe − Moja nieznajoma jako Félix / Gumpar
  - Denis Ménochet − Dzięki Bogu jako François Debord

### Najlepsza aktorka w roli drugoplanowej
- Fanny Ardant − Poznajmy się jeszcze raz jako Marianne Drumond
  - Josiane Balasko − Dzięki Bogu jako Irène
  - Laure Calamy − Tylko zwierzęta nie błądzą jako Alice Farange
  - Sara Forestier − Miłosierny jako Marie Carpentier
  - Hélène Vincent − Nadzwyczajni jako Hélène

### Nadzieja kina (aktor)
- Alexis Manenti − Nędznicy jako Chris
  - Anthony Bajon − Au nom de la terre jako Thomas Jarjeau
  - Benjamin Lesieur − Nadzwyczajni jako Joseph
  - Liam Pierron − Szkolne życie jako Yanis Bensaadi
  - Djebril Zonga − Nędznicy jako Gwada

### Nadzieja kina (aktorka)
- Lyna Khoudri − Lalka jako Nedjma 'Papicha
  - Luàna Bajrami − Portret kobiety w ogniu jako Sophie
  - Céleste Brunnquell − Les Éblouis jako Camille Lourmel
  - Nina Meurisse − Camille jako Camille Lepage
  - Mame Bineta Sané − Atlantyk jako Ada

### Najlepsza muzyka
- Zgubiłam swoje ciało – Dan Levy
  - Atlantyk – Fatima Al Qadiri
  - Oficer i szpieg – Alexandre Desplat
  - Nędznicy – Marco Casanova i Kim Chapiron
  - Miłosierny – Grégoire Hetzel

### Najlepsze zdjęcia
- Portret kobiety w ogniu – Claire Mathon
  - Poznajmy się jeszcze raz – Nicolas Bolduc
  - Oficer i szpieg – Paweł Edelman
  - Nędznicy – Julien Poupard
  - Miłosierny – Irina Lubtchansky

### Najlepszy montaż
- Nędznicy – Flora Volpelière
  - Dzięki Bogu – Laure Gardette
  - Oficer i szpieg – Hervé de Luze
  - Poznajmy się jeszcze raz – Anny Danché i Florent Vassault
  - Nadzwyczajni – Dorian Rigal-Ansou

### Najlepsza scenografia
- Oficer i szpieg – Jean Rabasse
  - Poznajmy się jeszcze raz – Stéphane Rozenbaum
  - Wilcze echa – Benoît Barouh
  - Edmond – Franck Schwarz
  - Portret kobiety w ogniu – Thomas Grézaud

### Najlepsze kostiumy
- Oficer i szpieg – Pascaline Chavanne
  - Poznajmy się jeszcze raz – Emmanuelle Youchnovski
  - Edmond – Thierry Delettre
  - Joanna d'Arc – Alexandra Charles
  - Portret kobiety w ogniu – Dorothée Guiraud

### Najlepszy dźwięk
- Wilcze echa – Nicolas Cantin, Thomas Desjonquères, Raphaëll Mouterde, Olivier Goinard i Randy Thom
  - Poznajmy się jeszcze raz – Rémi Daru, Séverin Favriau i Jean-Paul Hurier
  - Oficer i szpieg – Lucien Balibar, Aymeric Devoldère, Cyril Holtz i Niels Barletta
  - Nędznicy – Arnaud Lavaleix, Jérôme Gonthier i Marco Casanova
  - Portret kobiety w ogniu – Julien Sicart, Valérie de Loof i Daniel Sobrino

### Najlepszy film animowany
- Zgubiłam swoje ciało – Jérémy Clapin
  - Jaskółki z Kabulu – Zabou Breitman i Éléa Gobbé-Mévellec
  - Słynny najazd niedźwiedzi na Sycylię – Lorenzo Mattotti

### Najlepszy film dokumentalny
- M – Yolande Zauberman
  - 68, mon Père – Samuel Bigiaoui
  - La Cordillère des songes – Patricio Guzmán
  - Lourdes – Thierry Demaizière i Alban Teurlai
  - Wonder boy Olivier Rousteing, né sous X – Anissa Bonnefont

### Najlepszy film krótkometrażowy
- O włos – Lauriane Escaffre i Yvonnick Muller
  - Beautiful Loser – Maxime Roy
  - Pieśń Ahmeda – Foued Mansour
  - Niebieski pies – Fanny Liatard
  - Klub piłkarski Nefta – Yves Piat

### Najlepszy animowany film krótkometrażowy
- La nuit des sacs plastiques – Gabriel Harel
  - Ce magnifique gâteau! – Marc James Roels i Emma de Swaef
  - Je sors acheter des cigarettes – Osman Cerfon
  - Make It Soul – Jean-Charles Mbotti Malolo

### Nagroda publiczności
- Nędznicy – Ladj Ly